# Molophilus subuliferus
Molophilus subuliferus är en tvåvingeart som beskrevs av Alexander 1925. Molophilus subuliferus ingår i släktet Molophilus och familjen småharkrankar. Inga underarter finns listade i Catalogue of Life.